# Троккенборн-Вольферсдорф
Троккенборн-Вольферсдорф (нім. Trockenborn-Wolfersdorf) — громада в Німеччині, розташована в землі Тюрингія. Входить до складу району Заале-Гольцланд. Складова частина об'єднання громад Гюгелланд/Телер.
Площа — 18,93 км2. Населення становить 603 ос. (станом на 31 грудня 2021).